# Vol au Musée des beaux-arts de Montréal en 1972
Le vol au Musée des beaux-arts de Montréal en 1972 est considéré comme le vol du siècle au Canada. On estime la valeur des objets dérobés à environ deux millions de dollars à l'époque. Les œuvres ne seront jamais retrouvées.

## Déroulement
Entre 1 h 50 et 3 h du matin, le 4 septembre 1972, profitant des travaux de réfection de la verrière et du débranchement d'une partie du système d'alarme en raison des travaux, trois voleurs s'introduisent dans le Musée des beaux-arts de Montréal par un puits de lumière du toit, à l’aide d'une échelle laissée sur place par les ouvriers.
Dès leur intrusion dans le musée, les voleurs remarquent la présence d'un agent de sécurité qui termine sa ronde au deuxième étage. Ils le maîtrisent puis tirent un coup de feu qui fait venir les autres gardiens qui sont à leur tour ligotés, face contre terre et enfermés dans un local. 
Les malfaiteurs décrochent ensuite trente-cinq tableaux et les rassemblent dans la pièce de la verrière avec l'intention de fuir par le garage. À ce moment, un des voleurs déclenche par inadvertance une alarme, ce qui les oblige à s'enfuir par le toit avec dix-huit tableaux et trente-neuf bijoux anciens. La valeur des biens volées est alors estimée à deux millions de dollars,, ce qui en fait le vol d'œuvres le plus important à avoir été perpétré au Canada.
Lorsque les policiers arrivent sur les lieux, les salles du musée se trouvent dans un état désastreux. Cadres brisés, murs vides, éclats de verre au sol : des toiles manquent ainsi que des montres rares et la quasi-totalité de la collection de joaillerie du musée.
Aucune description du physique des voleurs ou de leur véhicule n'a pu être faite. Un seul tableau, Paysage avec charrettes et vaches de Jan Brueghel l'Ancien, a été retrouvé, quelques mois plus tard, dans une consigne automatique de la gare centrale de Montréal. Le résumé de l'histoire du musée mentionne « au chapitre des vicissitudes de l’histoire du Musée, il faut rappeler en 1972 le vol spectaculaire  d’une cinquantaine d’œuvres, entre autres de Rubens, Rembrandt, Corot, Delacroix… qui ne  furent jamais retrouvées ».

## Objets volés
- Dix-huit peintures et trente-huit bijoux anciens[6]

Liste des peintures (d'après le site de la Sureté du Québec) : 
- La Rêveuse à la fontaine de Jean-Baptiste-Camille Corot (1796-1875)
- Tête d'Honoré Daumier (1808-1879)
- Lionne et lion dans leur antre (1856) de Ferdinand-Victor-Eugène Delacroix (1798-1863)
- La Baratteuse de Jean-François Millet (1814-1875)
- Paysage avec un troupeau de vaches de Jan Brueghel le Vieux (1568-1625)
- Jeune fille accoudée sur le bras gauche de Jean-Baptiste-Camille Corot (1796-1875)
- Paysage avec rochers et ruisseau de Gustave Courbet (1819-1877)
- La sorcière de Narcisse-Virgile de la Pena (1808-1876)
- Portrait du général de brigade Sir Robert Fletcher de Thomas Gainsborough (1727-1788)
- Nature morte : Vanitas de Jan Davidsz de Heem (1606-1684)
- Nature morte au poisson de Jan Davidsz de Heem (1606-1684)
- Portrait de Madame Millet de Jean-François Millet (1814-1875)
- Portrait d’un homme (peut-être un autoportrait) de Giovanni Battista Piazzetta (1682-1754)
- Paysage avec chaumières de Harmensz Rembrandt van Rijn (1606-1669)
- Tête d’un jeune homme de Pierre-Paul Rubens (1577-1640)
- Portrait d’une dame de François-André Vincent (1746-1816)
- Portrait d’un homme de François-André Vincent (1746-1816)